# Desulo
Desulo – miejscowość i gmina we Włoszech, w regionie Sardynia, w prowincji Nuoro. Graniczy z Aritzo, Arzana, Belvì, Fonni, Ovodda, Tiana, Tonara i Villagrande Strisaili.
Według danych na rok 2019 gminę zamieszkiwało 2231 osób, 30 os./km².